# ستيف ديكسون (لاعب كرة قاعدة)
ستيف ديكسون (بالإنجليزية: Steve Dixon)‏ هو لاعب كرة قاعدة أمريكي، ولد في 3 أغسطس 1969 في سينسيناتي في الولايات المتحدة.

## وصلات خارجية
- ستيف ديكسون على موقعبيزبول رفرنس.كوم (الدوري الرئيسي) (الإنجليزية)
- ستيف ديكسون على موقعبيزبول رفرنس.كوم (الدوري الثانوي) (الإنجليزية)